# Recopa Sul-Americana de 2009
A Recopa Sul-Americana de 2009 foi a 16.ª edição do torneio, disputada em dois jogos de ida e volta, entre a LDU de Quito, vencedora da Copa Libertadores da América de 2008, e o Internacional, vencedor da Copa Sul-americana de 2008.

## Participantes
| Clube         | Cidade       | Classificação                                   | Participação |
| ------------- | ------------ | ----------------------------------------------- | ------------ |
| Internacional | Porto Alegre | Campeão da Copa Sul-Americana de 2008           | 2ª           |
| LDU           | Quito        | Campeão da Copa Libertadores da América de 2008 | 1ª           |

## Finais
1° jogo
| 25 de junho de 2009 | Internacional | 0 – 1     | LDU de Quito | Beira-Rio, Porto Alegre (RS)                                                   |
| 21:50 (UTC-3)       |               | Relatório | Bieler 57'   | Público: 30,284 Árbitro: Juan Soto Auxiliares: Rafael Yanez e Gerardo Quintero |

| Internacional | LDU de Quito |

| INTERNACIONAL: |    |                  |                                   |     |
|                |    |                  |                                   |     |
| G              | 1  | Lauro            |                                   |     |
| LD             | 2  | Bolívar          | Penalizado · Penalizado · Expulso |     |
| Z              | 3  | Índio            | 44'                               |     |
| Z              | 14 | Danny Morais     |                                   |     |
| LE             | 16 | Marcelo Cordeiro |                                   |     |
| V              | 8  | Sandro           |                                   | 84' |
| V              | 5  | Guiñazú (C)      | 49'                               |     |
| M              | 17 | Andrezinho       | 37'                               | 57' |
| M              | 10 | D'Alessandro     |                                   |     |
| A              | 7  | Taison           |                                   |     |
| A              | 19 | Alecsandro       |                                   | 65' |
| Substituição:  |    |                  |                                   |     |
| M              | 18 | Giuliano         |                                   | 57' |
| A              | 21 | Leandrão         |                                   | 65' |
| Z              | 13 | Danilo Silva     |                                   | 84' |
| Treinador:     |    |                  |                                   |     |
| Tite           |    |                  |                                   |     |

| LDU DE QUITO: |    |             |     |     |
|               |    |             |     |     |
| G             | 22 | Domínguez   |     |     |
| Z             | 23 | Campos      | 44' |     |
| Z             | 2  | Araujo      |     |     |
| Z             | 3  | Calle       | 50' | 78' |
| LD            | 13 | Reasco      | 75' |     |
| V             | 5  | De la Cruz  | 38' |     |
| V             | 8  | Urrutia (C) |     |     |
| V             | 20 | Vera        |     |     |
| A             | 10 | Lara        |     | 70' |
| A             | 16 | Bieler      |     | 84' |
| Substituição: |    |             |     |     |
| A             | 19 | Graf        |     | 70' |
| Z             | 24 | Espínola    |     | 78' |
| M             | 6  | Larrea      |     | 84' |
| Treinador:    |    |             |     |     |
| Jorge Fossati |    |             |     |     |

2° jogo
| 9 de julho de 2009 | LDU de Quito                        | 3 – 0     | Internacional | La Casa Blanca, Quito (Equador)                                                    |
| 19:50 (UTC-5)      | Espínola 9' · Bieler 39' · Vera 54' | Relatório |               | Público: 45,000 Árbitro: Carlos Chandía Auxiliares: Cristian Julio e Lorenzo Acuña |

| LDU de Quito | Internacional |

| LDU DE QUITO: |    |             |     |     |
|               |    |             |     |     |
| G             | 22 | Domínguez   |     | 63' |
| Z             | 23 | Campos      |     |     |
| Z             | 2  | Araujo      | 76' |     |
| Z             | 24 | Espínola    | 1'  |     |
| LD            | 13 | Reasco      |     |     |
| V             | 5  | De la Cruz  |     |     |
| V             | 8  | Urrutia (C) |     |     |
| V             | 20 | Vera        |     | 80' |
| A             | 10 | Lara        |     | 76' |
| A             | 16 | Bieler      |     |     |
| Substituição: |    |             |     |     |
| G             | 1  | Cevallos    |     | 63' |
| A             | 19 | Graf        |     | 76' |
| V             | 15 | Araujo      |     | 80' |
| Treinador:    |    |             |     |     |
| Jorge Fossati |    |             |     |     |

| INTERNACIONAL: |    |              |  |     |
|                |    |              |  |     |
| G              | 1  | Lauro        |  |     |
| Z              | 13 | Danilo Silva |  |     |
| Z              | 3  | Índio        |  |     |
| Z              | 14 | Danny Morais |  |     |
| LE             | 6  | Kléber       |  |     |
| V              | 20 | Glaydson     |  | 46' |
| V              | 5  | Guiñazú (C)  |  |     |
| V              | 11 | Magrão       |  |     |
| M              | 10 | D'Alessandro |  | 71' |
| A              | 7  | Taison       |  | 51' |
| A              | 9  | Nilmar       |  |     |
| Substituição:  |    |              |  |     |
| M              | 17 | Andrezinho   |  | 46' |
| A              | 19 | Alecsandro   |  | 51' |
| A              | 24 | Bolaños      |  | 71' |
| Treinador:     |    |              |  |     |
| Tite           |    |              |  |     |

| Recopa Sul-Americana 2009       |
| ------------------------------- |
| LDU de Quito Campeã (1º título) |